# شاخه گل ۱۰
شاخه گل ۱۰ نام یک آلبوم موسیقی در سبک سنتی ایرانی باصدای غلام‌حسین بنان می‌باشد که توسط انتشارات ایران صدا منتشر شده است. این آلبوم، دهمین آلبوم از مجموعه آلبوم شاخه گل بوده است. در این اثر روح‌الله خالقی، مرتضی محجوبی، نصرالله زرین پنجه، موسی معروفی و اکبر محسنی به عنوان آهنگ ساز حضور دارند و اشعار آلبوم از سروده‌های بیژن ترقی، رهی معیری، کریم فکور، ابوالقاسم حالت، نواب صفا و حسین گل گلاب می‌باشند. این آلبوم دربرگیرندهٔ دو تصنیف معروف ای ایران و بهار دل‌نشین می‌باشد.

## شرح اثر

### هنرمندان
- آواز: غلام‌حسین بنان
- آهنگ سازان: روح‌الله خالقی، مرتضی محجوبی، نصرالله زرین پنجه، موسی معروفی و اکبر محسنی
- اشعار از بیژن ترقی، رهی معیری، کریم فکور، ابوالقاسم حالت، نواب صفا و حسین گل گلاب

قطعه موسیقی بهار دلنشین با صدای غلامحسین بنان در سال ۱۳۲۷ هجری شمسی معادل ۱۹۴۸ میلای  ساخته و اجرا شده

### فهرست آهنگ‌ها
1. بهار دل‌نشین (شعر بیژن ترقی، اثر روح‌الله خالقی)
2. آرزوی ما تویی تو (شعر رهی معیری، اثر روح‌الله خالقی)
3. من بی‌دل ساقی (شعر رهی معیری، اثر مرتضی محجوبی)
4. گویای راز (شعر کریم فکور، اثر نصرالله زرین پنجه)
5. گلشن دل (شعر ابوالقاسم حالت، اثر نصرالله زرین پنجه)
6. افسون سحر (شعر نواب صفا، اثر نصرالله زرین پنجه)
7. بهشت عاشقان (شعر کریم فکور، اثر نصرالله زرین پنجه)
8. مرغ شباهنگ (شعر رهی معیری، اثر موسی معروفی)
9. زندگی جاوید (شعر نواب صفا، اثر اکبر محسنی)
10. ای ایران (حسین گل گلاب، اثر روح‌الله خالقی)